# Marginal Botafogo
Marginal Botafogo é uma via expressa da cidade de Goiânia-GO. Ela tem cerca de 14 km de extensão e foi construída com o intuito de desafogar o trânsito, retirando parte do fluxo de carros do centro da cidade. Para a construção houve a desapropriação de alguns moradores.
A Marginal Botafogo é um dos símbolos de urbanização de Goiânia. Construída em 1991, a via representa o contraponto que a maioria das metrópoles passa durante sua ascensão: a natureza cede lugar ao crescimento e esse passa por cima do que estiver na frente. No local, em meio à blocos de concreto, pontes, asfalto e cor cinza predominante, jaz a mata ciliar do Córrego Botafogo, que batizou a marginal.